# Metaplectrus solitarius
Metaplectrus solitarius är en stekelart som beskrevs av Gadd 1945. Metaplectrus solitarius ingår i släktet Metaplectrus och familjen finglanssteklar.
Artens utbredningsområde är Sri Lanka. Inga underarter finns listade i Catalogue of Life.